# Borderlands: The Handsome Collection
Pour les articles homonymes, voir Borderland.
Borderlands: The Handsome Collection est une compilation sortie en 2015 regroupant deux jeux vidéo de tir à la première personne développés par Gearbox Software et publiés par 2K Games. Il s'agit du portage des titres Borderlands 2 et Borderlands: The Pre-Sequel! sur PlayStation 4 et Xbox One. Un portage sur Nintendo Switch intitulé Borderlands Legendary Collection est prévu pour le 29 mai 2020.
Bénéficiant de graphismes remastérisés, les titres incluent l'ensemble des contenus téléchargeables, proposent un mode multijoueur local amélioré, et la possibilité de transférer les sauvegardes des versions PlayStation 3 et Xbox 360.

## Développement et publication
Pour garder la cohérence avec les précédents épisodes de la franchise Borderlands, le jeu Borderlands: The Pre-Sequel!, se déroulant chronologiquement entre les deux premiers jeux, n'a été dans un premier temps publié, en octobre 2014, que sur les consoles d'ancienne génération, PlayStation 3 et Xbox 360, alors que leur remplaçantes respectives PlayStation 4 et Xbox One étaient toutes deux sorties depuis novembre 2013. Dès juillet 2014, Tony Lawrence, à la tête de l'éditeur 2K Australia, avait annoncé qu'un portage de The Pre-Sequel! vers ces consoles de nouvelle génération pourrait être réalisé, du fait des ventes et de la demande des fans.
En décembre 2014, un jeu appelé Borderlands Remastered Edition, présumé comme un portage de Borderlands vers la PlayStation 4 et Xbox One, semblait avoir été évalué par l'Australian Classification Board. Aucun autre détail n'avait été officiellement annoncé. Ce remastering éventuel a été comparé à d'autres portages de jeux récents vers les consoles, tels que Tomb Raider, The Last of Us, Grand Theft Auto V ou Halo: The Master Chief Collection.
La compilation a été officiellement annoncée le 20 janvier 2015, avec son nom définitif, pour une sortie en Amérique du Nord le 24 mars 2015 et dans le reste du monde 3 jours plus tard. Une édition limitée "Claptrap-in-a-box" a aussi été annoncée. Proposée à 399 $ ou 349 €, elle comprend des lithographies de plusieurs personnages jouables des deux jeux, une boîte en métal et une figurine radiocommandée de Claptrap pouvant être contrôlée grâce à l'application "ClaptrAPP" disponible sur les appareils Android ou iOS. Elle tient sur une unique roue par stabilisation gyroscopique, peut prononcer des phrases que Claptrap dit dans le jeu et comprend une caméra dans son œil pouvant être visualisée depuis l'application. Seulement 5 000 copies de cette édition ont été produites.
Cependant la compilation n'inclut pas le premier épisode, Borderlands : à la Penny Arcade Expo, le directeur général de Gearbox Software, Randy Pitchford, a déclaré que le portage de cet épisode pourrait être créé, si Borderlands : The Handsome Collection connaissait un grand succès.
Le 18 mars 2015, Gearbox Software et 2K Games annoncent que le jeu est prêt à la reproduction et à la publication.

## Changements
Les deux jeux de Borderlands: The Handsome Collection bénéficient de graphismes remastérisés, et peuvent tourner en 1080p à 60 images par seconde, quand un ou deux joueurs jouent en réseau local. Ils proposent aussi un écran divisé pour quatre joueurs, au lieu du maximum de deux joueurs des précédentes versions des jeux. Dans ce mode, le nombre d'images par seconde est abaissé à 30.
Les données de sauvegarde (incluant les personnages) des précédentes versions de Borderlands 2 et de Borderlands: The Pre-Sequel! peuvent être transférées des versions PS3 et PS Vita vers la version PS4, et de la version Xbox 360 vers la version Xbox One.
Les jeux sont livrés avec tous leurs contenus téléchargeables, qu'il s'agisse de nouvelles campagnes ou de nouveaux personnages jouables. Le DLC Claptastic Voyage publié le même jour que Borderlands: The Handsome Collection n'est pas présent sur le disque, mais est gratuit au téléchargement pour les possesseurs de la compilation.

## Accueil
Borderlands: The Handsome Collection a reçu des critiques positives. L'agrégateur de notes Metacritic lui a ainsi donné la note de 82 pour la version PS4 sur la base de 49 critiques, et 80 pour la version Xbox One sur la base de 11 critiques.
Des baisses minimes de frame rate ont néanmoins été reportées pour The Pre-Sequel!.